# Йоке (ураган)

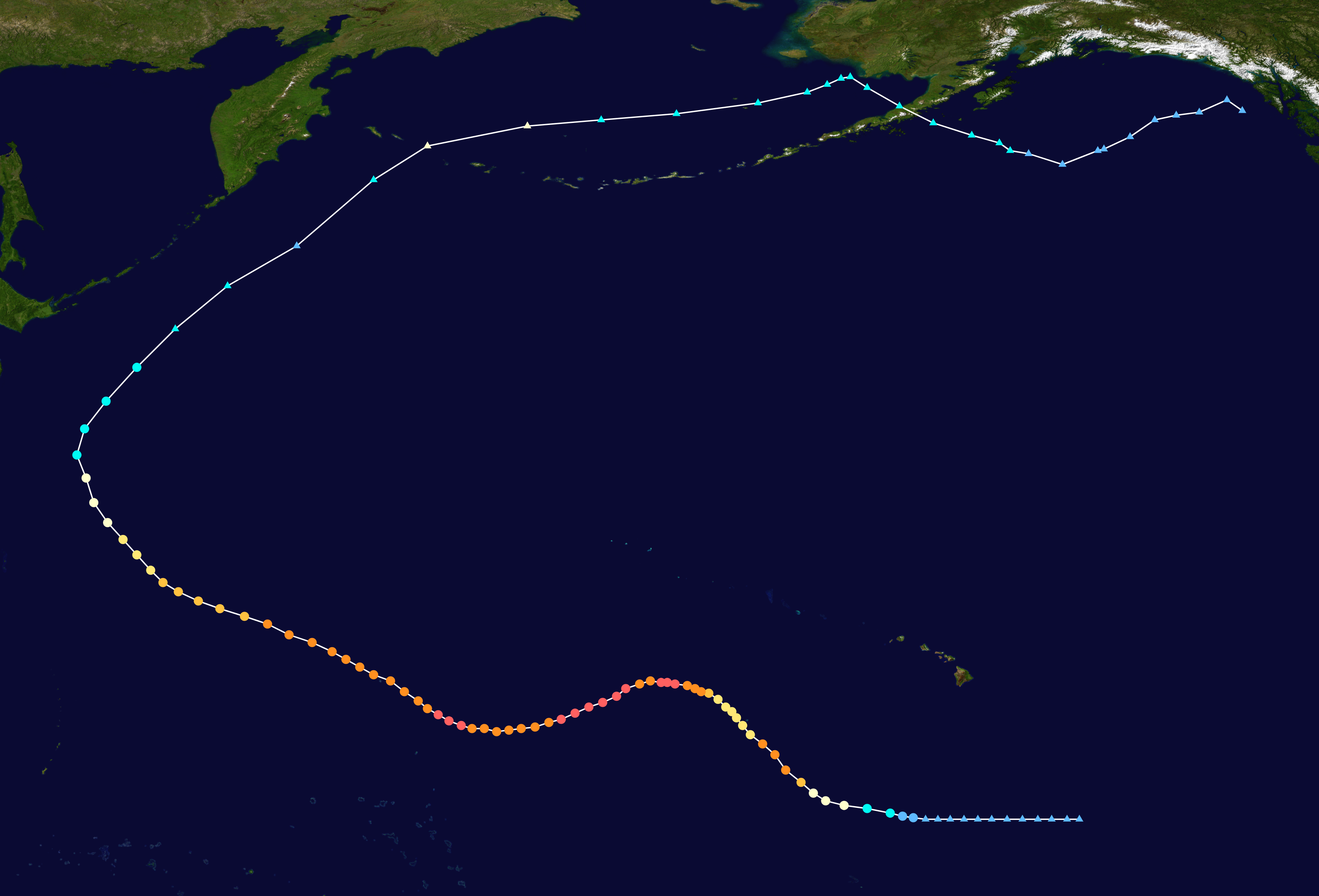
Траектория урагана

Ураган Йоке (англ. Hurricane Ioke), тайфун Йоке или супертайфун Йоке (международное обозначение 0612, обозначение JTWC 01C) — сильный тропический циклон, зарегистрированный в центре северной части Тихого океана. Это был первый тропический шторм сезона ураганов 2006 года, известный рекордной продолжительностью жизни (19 дней) и большой силой.
Тропический циклон развился в экваториальном поясе 20 августа на юге от Гавайских островов. При благоприятных условиях тропический циклон достиг 4 категории по шкале Саффира — Симпсона за 48 часов, но 22 августа, пройдя атолла Джонстон, быстро утратил силу до 2 категории. Через 2 дня, к 25 августа, ураган вновь достиг 5 категории и пересек международную линию перемены дат и продолжил движение на запад. 31 августа он прошёл остров Уэйк с ветрами в 69 м / с, после чего потерял силу и 6 сентября превратился во внетропический циклон. После этого остатки урагана дошли до Аляски.
Йоке не нанес вреда ни одному постоянно населенному району, только 12 исследователей находились на его пути в хорошо защищенном бункере на атолле Джонстон. Общие разрушения на острове Уэйк оцениваются в 88 млн долларов США (на 2006 год), хотя инфраструктура острова осталась целой. Уже как внетропический шторм, он вызвал большой штормовой прилив на Аляске.